# 无线电工程师学会

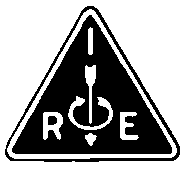
无线电工程师学会标识

无线电工程师学会（Institute of Radio Engineers，简称：IRE）成立于1912年。自1963年1月1日起，与美国电气工程师学会(AIEE)合并组成了电气电子工程师学会（IEEE）。

## 成立
在1908年至1912年间，组织者们曾多次尝试成立無線通訊相关的技术组织。1912年，无线电工程师学会正式在纽约成立。学会成立时，其构成组织只有无线电报工程师学会（Society of Wireless Telegraph Engineers，缩写为SWTE）和无线学会（the Wireless Institute，缩写为TWI）。当时，電機工程學领域由美国电气工程师学会主导。很多无线电工程师学会的成员认为美国电气工程师学会过于保守，太过于专注与电力领域。并且，无线电工程师学会的创始人们希望建立一个国际化的组织，而不像美国电气工程师学会仅仅局限于美国，他们推选了一些美国以外的成员成为学会官员。
20世纪上半叶，无线电通讯发展十分的迅速，日益壮大的无线电系统开发者、研究人员及从业人员需要更加权威的传播途径来普及最新的标准化及研究成果。为了满足这些需求，无线电工程师学会创立了专业期刊。其中最著名的是无线电工程师学会论文集（Proceedings of the IRE），1913年创刊，由阿尔弗雷德·戈德史密斯连续刊载长达41年。除了期刊之外，学会还积极参与标准化和规范工作，其中涉及到频谱、调制技术、测试方法和无线电设备。学会还组织区域团体和专业团体（分别从1914年和1948年开始）以方便成员间相互合作与交流。学会还是策划联邦无线电委员会的主要参与者。联邦无线电委员会成立于1927年，后来被联邦通信委员会所取代。学会曾与美國電氣製造商協會、电子工业联盟、收音机及电视制造商协会紧密合作以推进NTSC制式的标准化工作。无线电工程师学会在1914年开始了一项专业认证项目。第一位院士是{{le|无线电报通讯|Wireless telegraphy]]的先驱乔纳森·泽纳克（1871–1959）。

## 合并
直到20世纪40年代初，无线电工程师学会还是一个相对较小的工程组织。但是随着电信业的重要性日益增加和电子学的出现增加了对从业者的吸引力。电气工程专业的学生和年轻的电气工程师更倾向于无线电学会而不是它的老对手美国电气工程师学会。1957年，无线电工程师学会拥有57000成员，超过了美国电气工程师学会。关于合并两个组织的讨论从那时不断，直到新的组织——电气电子工程师学会 (IEEE)——与1963年成立。反对合并的成员在合并后成立了几个新的专业组织，例如廣播工程師協會。
无线电工程师学会的首位主席是罗伯特·亨利·马里奥特，他是美国无线公司的首席工程师。其他著名的主席还有歐文·朗繆爾（1923）、李·德富雷斯特（1930）、路易斯·艾伦·黑泽汀Louis Alan Hazeltine（1936）、弗雷德里克·特曼（1941）、亚瑟·凡·戴克（1942）、威廉·惠利特（1954）、恩斯特·韦伯（1959年，同时是电气电子工程师学会第一任主席，1963年）和帕特里克·尤金·海格蒂（1962）。

## 荣誉奖章
无线电工程师学会每年颁发荣誉奖章，现在由电气电子工程师学会颁发IEEE榮譽獎章。